# Bisdom Juigalpa
Het bisdom Juigalpa (Latijn: Dioecesis Iuigalpensis) is een rooms-katholiek bisdom met als zetel Juigalpa, in Nicaragua. Het bisdom is suffragaan aan het aartsbisdom Managua. 

## Geschiedenis
Het bisdom werd opgericht op 21 juli 1962, als de territoriale prelatuur Juigalpa, uit delen van het bisdom Granada. Op 30 april 1991 werd het verheven tot bisdom.

## Parochies
Het bisdom had in 2021 een oppervlakte van 14.022 km2 en telde 377.347 inwoners waarvan 83,1% rooms-katholiek was.

## Ordinarii

### Prelaten
- Julián Luis Barni Spotti (14 augustus 1962 - 22 juni 1970)

### Bisschoppen
- Pablo Antonio Vega Mantilla (16 november 1970 - 29 oktober 1993)
- Bernardo Hombach Lütkermeier (28 februari 1995 - 15 december 2003)
- René Sócrates Sándigo Jirón (28 oktober 2004 - 29 juni 2019)
- Marcial Humberto Guzmán Saballo (24 september 2020 - heden)